# Adam Rodriguez
Adam Michael Rodriguez (* 2. dubna 1975, Yonkers, New York, USA) je americký herec portorického a kubánského původu.
Vyrostl v New Yorku. Chtěl být profesionálním hráčem baseballu, ale na střední škole se zranil, a tak se rozhodl být hercem. Začínal v dětském divadle v New Yorku. Objevil se v seriálech Zákon a pořádek, Roswell (Jesse Ramirez), nejznámější je ale díky roli Erica Delka v seriálu Kriminálka Miami.

## Filmografie
| Rok        | Název                      | Role                  | Poznámky                                    |
| ---------- | -------------------------- | --------------------- | ------------------------------------------- |
| 1997       | Policie New York           | policista             | díl: „Upstairs, Downstairs“                 |
| 1997–1998  | Brooklyn South             | Hector Villanueva     | 20 dílů                                     |
| 1999       | Zákon a pořádek            | Chino                 | díl: „Marathon“                             |
| 1999       | Ryan Caulfield: Year One   |                       | díl: „Pilot“                                |
| 1999–2000  | Felicity                   | Erik Kidd             | 3 epizody                                   |
| 2000       | Details                    | Chris                 |                                             |
| 2001       | All Souls                  | Patrick Fortado       | vedlejší role, 6 dílů                       |
| 2001–2002  | Roswell                    | Jesse Esteban Ramirez | vedlejší role, 17 dílů                      |
| 2001–2002  | Resurrection Blvd.         | Jorge                 | vedlejší role, 4 díly                       |
| 2002       | King Rikki                 | Alejandro Rosas       |                                             |
| 2002       | Kriminálka Las Vegas       | Eric Delko            | díl: „Konflikt pravomocí“                   |
| 2002–2012  | Kriminálka Miami           | Eric Delko            | 222 dílů                                    |
| 2003       | Queens Supreme             | Hector Martinez       | pilotní díl                                 |
| 2004       | Odpočívej v pokoji         | Kenny Simms           | díl: „Temný les“                            |
| 2005       | Kim Possible               | Burn Burnam           | díl: „Team impossible“                      |
| 2005       | Stupeň 7: Konec světa      | pilot Ritter          | mini-seriál                                 |
| 2006       | Thanks to Gravity          | Elias                 |                                             |
| 2006       | Střepina                   | Private Martinez      |                                             |
| 2006       | Neznámý                    | lékař                 |                                             |
| 2007       | Zkřížené cesty             | Steven                |                                             |
| 2007       | Námořní vyšetřovací služba | mrtvý muž v taxíku    | díl: „Trojan horse“                         |
| 2008       | Christmas Break            | Alejandro             |                                             |
| 2008       | 15 Minutes of Fame         | Casting Director      |                                             |
| 2009       | Let the Game Begin         | Ricky                 |                                             |
| 2009       | A Kiss of Chaos            | Freddie               |                                             |
| 2009       | I Can Do Bad All by Myself | Sandino               |                                             |
| 2009       | Caught in the Crossfire    |                       |                                             |
| 2009–2010  | Ošklivá Betty              | Bobby Talercio        | 11 dílů                                     |
| 2010       | Agentura Jasno             | Tommy Nix             | díl: „Shawn and Gus in Drag (Racing)“       |
| 2010       | Caught in the Crossfire    | Shepherd              |                                             |
| 2010       | Svůdníci žen               | Rowan Sly 'Ricky'     |                                             |
| 2011       | Sezame, otevři se          | detektiv Alfie Betts  | díl: „Letter 'R' Mystery“                   |
| 2012       | Bez kalhot                 | Tito                  |                                             |
| 2012       | Necessary Roughness        | Edmund Gonzales       | díl: „Slumpbuster“                          |
| 2013       | The Goodwin Games          | Ivan                  | 3 díly                                      |
| 2013       | Diagnóza žárlivost         | Jason                 |                                             |
| 2014       | Bezohlední                 | Preston Cruz          | hlavní role, 13 dílů                        |
| 2015       | Bez kalhot XXL             | Tito                  |                                             |
| 2015       | Noční směna                | Dr. Joseph Chavez     | vedlejší role, 6 dílů                       |
| 2015       | Runner                     | Troy                  | TV film                                     |
| 2015       | Empire                     | Laz Delgado           | vedlejší role, 5 dílů                       |
| 2015–2018  | Jane the Virgin            | Jonathan Chavez       | vedlejší role, 8 dílů                       |
| 2016       | Chunk & Bean               | Jim Herrera           | pilotní díl                                 |
| 2016       | Bitva playbacků            | Sám sebe              | díl: „Channing Tatum vs. Jenna Dewan-Tatum“ |
| 2016–dosud | Myšlenky zločince          | Luke Alvez            | hlavní role (od 12. řady)                   |
| 2017       | Axis                       | různé hlasy           |                                             |
| 2017       | CHiPs                      | Shamus                |                                             |
| 2018       | Úžasňákovi 2               | detektiv č. 2 (hlas)  |                                             |